# Berufsbildende Schulen Walsrode
Die Berufsbildenden Schulen Walsrode sind ein Schulkomplex aus mehreren Berufsbildenden Schulen in der niedersächsischen Kleinstadt Walsrode im Landkreis Heidekreis. Sie sind als Europaschule anerkannt.

## Lage in Walsrode
Der Schulkomplex mit Berufseinstiegsschule, Berufsfachschulen, Beruflichem Gymnasium, Fachschule, Fachoberschule und Berufsschule befindet sich nordwestlich des Walsroder Bahnhofs (genaue Adresse: Am Bahnhof 80).